# Jairo Izquierdo González
 Jairo Izquierdo González (San Cristóbal de La Laguna, 22 oktober 1993) is een Spaanse voetballer, die voor Elche CF speelt als middenvelder. 
Geboren in San Cristóbal de La Laguna, een gemeente in de Spaanse provincie  Santa Cruz de Tenerife, genoot Jairo zijn volledige jeugdopleiding bij CD Tenerife.
Bij deze ploeg zou hij bij het filiaal, CD Tenerife B genaamd en in de Tercera División spelend, als zeventienjarige een eerste contract  voor het seizoen 2011-2012 tekenen. Het was een driejarig contract, dat hij volledig zou uitdoen.
Op 2 juli 2014 tekende hij terug een driejarig contract en werd nu ingedeeld in het A elftal, dat op dat ogenblik speelde op het niveau van de  Segunda División A. Hij zou de voorbereiding meedoen, maar op 1 september 2014 werd hij uitgeleend aan Real Murcia, een ploeg uit de Segunda División B.  Ondanks dat het feit dat deze ploeg vorig seizoen vierde eindigde, was het uit het professioneel voetbal gedegradeerd om financiële redenen en wilde de club zo snel als mogelijk haar plaats terug opeisen.  De speler scoorde twee maal tijdens tweeëndertig optredens bij de ploeg die vice-kampioen werd.  De ploeg kon echter tijdens de play-offs de promotie niet afdwingen. Tijdens het seizoen 2015-2016 kreeg hij wel zijn kans bij het A elftal van Tenerife.  Hij zou scoreloos blijven tijdens zijn achttien optredens.  
Het daaropvolgende seizoen 2016-2017 zou hij tijdens de heenronde volledig uit de ploeg vallen, en daarom zou hij van januari 2017 weer een stapje terug zetten bij UD Melilla.  Met deze ploeg zou hij op een vijfde plaats eindigen, net niet genoeg om zich te plaatsen voor de play offs.
Het daaropvolgende seizoen 2017-2018 kwam hij terecht bij reeksgenoot Extremadura UD.  Daar zou hij basisspeler worden en met zijn zes doelpunten tijdens achtendertig wedstrijden bijdragen bij de promotie naar het professionele voetbal.  
Hij zou de ploeg niet volgen, maar op 18 augustus 2018 een vierjarig contract tekenen bij nieuwe reeksgenoot Girona FC, die de speler voor seizoen 2018-2019 onmiddellijk uitleende aan Cádiz CF. Zo kwam de speler voor de tweede maal in zijn loopbaan terecht op het professionele niveau.  Voor de ploeg werd het geen gemakkelijk seizoen met een zeventiende plaats als eindrangschikking, maar de speler paste zich goed aan en scoorde drie doelpunten uit eenendertig optredens.  Het tweede jaar van zijn contract blijf hij bij Girona.  Hij zou vierendertig wedstrijden spelen en de ploeg zou dankzij een vijfde plaats zicht plaatsen voor de eindronde.  Daar werd echter de promotie niet afgedwongen.  Na nog gestart te zijn tijdens het seizoen 2020-2021, werd hij weer uitgeleend aan Cádiz CF, dat net gepromoveerd was.  Zou maakte hij zijn debuut in  Primera División. Hij zou zesentwintig wedstrijden spelen en zijn bijdrage leveren aan het behoud op het hoogste niveau.  Dit gebeurde dankzij een mooie twaalfde plaats in de eindrangschikking. Het laatste jaar van zijn contract werd hij niet uitgeleend en hielp hij Girona dankzij de winst van de play-offs aan de promotie naar de Primera División.
Hij volgde de ploeg niet en tekende een tweejarig contract bij FC Cartagena,  een ploeg uit de  Segunda División A.  Zijn eerste officiële wedstrijd was de openingswedstrijd op 15 augustus 2022 tegen SD Ponferradina.  De thuiswedstrijd ging echter met 2-3 verloren.  Hij groeide uit tot een basisspeler en zijn allereerste doelpunt scoorde hij op 12 februari 2023 tijdens de uitwedstrijd tegen SD Eibar.  Hij zou uiteindelijk achtendertig competitie en twee bekerwedstrijden spelen, waarvan de mooiste tijdens de 1/16de finale van de beker tegen Villarreal CF.  Ook tijdens seizoen 2023-24 kon hij een basisplaats opeisen.  Hij speelde vijfendertig wedstrijden en de twee doelpunten, die hij op het einde van het seizoen scoorde, waren heel belangrijk voor het behoud van de ploeg.  Op 13 juni 2024 werd zijn contract voor twee seizoenen verlengd..  Echter het seizoen seizoen 2024-25 zou hij niet afmaken.  Tijdens de winter transferperiode, toen de ploeg uit de havenstad op een gedeelde laatste plaats stond, trokken zowel mede staartploeg CD Tenerife, Deportivo de La Coruña als Elche CF aan zijn mouw.  De laatste ploeg betaalde zijn opstap clausule van 300.000 EUR.
Zo speelde hij vanaf 1 februari 2025 voor reeksgenoot Elche CF.